# Realize (Colbie Caillat)
Realize è il terzo singolo ufficiale della cantante statunitense Colbie Caillat e il secondo estratto dal suo album di debutto Coco.
La canzone è stata scritta da Colbie Caillat, Mikal Blue e Jason Reeves ed è stata pubblicata ufficialmente come singolo il 29 gennaio 2008 negli Stati Uniti e il 5 settembre 2008 in Europa.

## Classifiche
| Classifica (2008)      | Posizione massima |
| ---------------------- | ----------------- |
| Canada                 | 37                |
| Paesi Bassi            | 19                |
| U.S. Billboard Hot 100 | 20                |
| U.S. Billboard Pop 100 | 16                |